# پکارد ایکس‌جی۴۱
پکارد ایکس‌جی۴۱ (به انگلیسی: Packard XJ41) یک موتور هواگرد ساختِ کارخانهٔ پکارد در کشور ایالات متحده آمریکا است . 